# Einwohnerwert
Mit dem Einwohnerwert (EW) wird die Schmutzfracht von Abwasser in der Wasserwirtschaft angegeben. Näherungsweise ist damit die Anzahl der Einwohner im Einzugsgebiet einer Kläranlage gemeint. Mit Hilfe des Einwohnerwertes lässt sich die Belastung einer Kläranlage abschätzen.
Der Einwohnerwert wird durch Messung der Zulaufmenge und der Analyse des Verschmutzungsgrades bestimmt. Abschätzen lässt er sich durch die Multiplikation von Einwohnerzahl und Einwohnergleichwert.

## Sauerstoffbedarf (BSB)
Zum Abbau der organischen Verschmutzungen im Abwasser wird Sauerstoff benötigt. Als eine Möglichkeit zur Kennzeichnung des Verschmutzungsgrades eines Abwassers ermittelt man den biochemischen Sauerstoffbedarf in 5 Tagen (BSB5) nach einem genau festgelegten Verfahren.
Das durch Duschen, Baden, Wäschewaschen, Geschirrspülen, Benutzung der Toilette usw. täglich entstehende häusliche Abwasser eines einzelnen Einwohners – in Deutschland etwa 150 Liter am Tag – verursacht im Mittel einen biochemischen Sauerstoffbedarf von 60 Gramm pro Tag (60 g/d).
Seitdem die Bestimmung des CSB – chemischer Sauerstoffbedarf – (mit Betriebsmethoden) immer einfacher und besser wurde, hat der BSB5 seine Bedeutung in der Praxis immer mehr verloren. Dieses lag auch an den vielen möglichen Fehlerquellen der BSB5-Bestimmung und dem Aufwand und der Dauer der Untersuchung. So steht ein CSB-Wert schon nach sehr kurzer Zeit zur Verfügung (1–3 Std. CSB / 5 Tage BSB5). Auch die Vorgaben zur Bemessung von Kläranlagen, wie z. B. das  DWA-Arbeitsblatt 131, sind mittlerweile vollständig vom BSB auf den CSB übergegangen.
So sieht Baden-Württemberg seit der Eigenkontrollverordnung vom 31. März 2001 für Kläranlagen keine routinemäßigen Messungen des BSB5 mehr vor. Dadurch ist die Datendichte eines Einzugsgebietes durch den CSB inzwischen sehr viel höher, präziser und aussagekräftiger. Vor dem Neubau einer Kläranlage wäre es theoretisch denkbar, BSB5-Messreihen zur Bestimmung der Ausbaugröße durchführen zu lassen. Dieses wird aber in Deutschland heute kaum der Fall sein, da nahezu flächendeckend Messdaten zur Abwasserreinigung vorliegen.
Kritik am CSB besteht hinsichtlich der Gesundheitsschädlichkeit der Methode, weshalb es immer wieder Bestrebungen gab, den CSB durch den TOC zu ersetzen. Dies scheitert aber letztlich immer an der praktischen Vergleichbarkeit der TOC-Werte, bezogen z. B. auf EGW.
Auch sind Stoffe, die im CSB (BSB) erfasst werden, im TOC nicht abgebildet, hier sind BSB und CSB einfach praxisnäher.
Da das Verhältnis BSB5 zu CSB ziemlich genau 1 zu 2 ist, wird nun ein EGW mit 120 Gramm CSB je Tag (120 g/d) angegeben.

## Einwohnerzahl (EZ)
Als Maß für die Schmutzfracht, die mit häuslichem Abwasser in eine Kläranlage gelangt, dient die Einwohnerzahl (EZ). Sie entspricht der Anzahl der natürlichen Personen, der tatsächlichen Einwohner, die an eine Kläranlage angeschlossen sind.

## Einwohnergleichwert (EGW)
Als Maß für die Schmutzfracht, die mit gewerblichem Abwasser in eine Kläranlage gelangt, dient der Einwohnergleichwert (EGW). Er vergleicht die Schmutzfracht eines gewerblichen Abwassers – zum Beispiel das Abwasser einer Brauerei, einer Wäscherei, einer Molkerei usw. – mit der Schmutzfracht im häuslichen Abwasser eines einzelnen tatsächlichen Einwohners. Wird zur Ermittlung des EGW der Biochemische Sauerstoffbedarf (BSB) herangezogen, teilt man die mittlere tägliche Schmutzfracht im gewerblichen Abwasser eines Betriebes durch die 60 g/d, die ein Einwohner verursacht.
Beispiel: Das Abwasser einer mittleren Brauerei mit einem Bierausstoß von 100.000 Hektoliter pro Jahr entspricht etwa 50.000 EGW. Die gleiche Schmutzfracht ist im häuslichen Abwasser einer Stadt mit 50.000 Einwohnern enthalten.
Zur Ermittlung des Einwohnergleichwertes können auch noch andere Parameter, wie der Chemische Sauerstoffbedarf 120 g/(E*d) (CSB), die Stickstofffracht 11 g/(E*d), die Phosphorfracht 1,8 g/(E*d), die Fracht an organisch gebundenem Kohlenstoff (TOC), die Schwebstofffracht oder auch der Wasserverbrauch 200 L/(E*d) herangezogen werden.

## Ermittlung des Einwohnerwertes (EW)
Die Summe aus Einwohnerzahl (EZ) und Einwohnergleichwerten (EGW) ergibt den Einwohnerwert EW.

Es gilt: EW = EZ + EGW.
Die Einheit für den Einwohnerwert, die Einwohnerzahl und den Einwohnergleichwert ist [E] (Einwohner).